# Anigraea diffundens
Anigraea diffundens là một loài bướm đêm trong họ Noctuidae.